# Коултер (Айова)
Коултер (англ. Coulter) — місто (англ. city) в США, в окрузі Франклін штату Айова. Населення — 219 осіб (2020).

## Географія
Коултер розташований за координатами 42°43′59″ пн. ш. 93°22′12″ зх. д. / 42.73306° пн. ш. 93.37000° зх. д. (42.733120, -93.370047).  За даними Бюро перепису населення США в 2010 році місто мало площу 6,35 км², уся площа — суходіл.

## Демографія
Згідно з переписом 2010 року, у місті мешкала 281 особа в 107 домогосподарствах у складі 76 родин. Густота населення становила 44 особи/км².  Було 117 помешкань (18/км²).
Расовий склад населення:
| - 87,2 % — білих - 0,4 % — чорних або афроамериканців - 12,1 % — осіб інших рас |

До двох чи більше рас належало 0,4 %. Частка іспаномовних становила 14,9 % від усіх жителів.
За віковим діапазоном населення розподілялося таким чином: 29,5 % — особи молодші 18 років, 59,8 % — особи у віці 18—64 років, 10,7 % — особи у віці 65 років та старші. Медіана віку мешканця становила 34,5 року. На 100 осіб жіночої статі у місті припадало 123,0 чоловіків;  на 100 жінок у віці від 18 років та старших — 125,0 чоловіків також старших 18 років.
Середній дохід на одне домашнє господарство  становив 54 225 доларів США (медіана — 51 250), а середній дохід на одну сім'ю — 62 911 долар (медіана — 54 722). За межею бідності перебувало 11,6 % осіб, у тому числі 31,6 % дітей у віці до 18 років та 4,5 % осіб у віці 65 років та старших.
Цивільне працевлаштоване населення становило 150 осіб. Основні галузі зайнятості: виробництво — 32,0 %, освіта, охорона здоров'я та соціальна допомога — 20,7 %, транспорт — 10,7 %, мистецтво, розваги та відпочинок — 8,7 %.